# Mistrovství České republiky v atletice 2005
36. Mistrovství České republiky v atletice 2005 se uskutečnilo ve dnech 2.–3. července 2005 v Kladně na Sletišti, pořadatelem byl místní klub AC Tepo Kladno.

## Medailisté

### Muži
| Soutěž                                 | Zlato                                                                      | Stříbro                                                                   | Bronz                                                                 |
| 100 m                                  | Jan Stokláska 10,58                                                        | Tomáš Knebl 10,69                                                         | Ondřej Kozlovský 10,72                                                |
| 200 m                                  | Jiří Vojtík 20,77                                                          | Rudolf Götz 21,10                                                         | Petr Szetei 21,26                                                     |
| 400 m                                  | Karel Bláha 46,37                                                          | Jan Hanzl 47,16                                                           | Václav Bláha 47,34                                                    |
| 800 m                                  | Michal Šneberger 1:46,94                                                   | Jaroslav Růža 1:47,05                                                     | Jiří Doupovec 1:48,18                                                 |
| 1500 m                                 | Vladimír Bartůněk 3:52,53                                                  | Jan Tománek 3:54,55                                                       | Adam Císař 3:54,74                                                    |
| 5000 m                                 | Jan Bláha 14:45,10                                                         | Martin Kučera 15:04,91                                                    | Vladimír Pospíšil 15:07,59                                            |
| 10 000 m                               | Pavel Faschingbauer 29:41,17                                               | Jan Bláha 29:52,76                                                        | Jan Havlíček 31:11,79                                                 |
| 110 m př.                              | Stanislav Sajdok 13,90                                                     | Petr Svoboda 14,03                                                        | Jan Čech 14,19                                                        |
| 400 m př.                              | Michal Uhlík 49,43                                                         | Ondřej Daněk 49,85                                                        | Jaromír Odvárka 50,73                                                 |
| 3000 m př.                             | Michael Nejedlý 8:58,80                                                    | František Zouhar 9:01,94                                                  | David Gerych 9:04,36                                                  |
| 4 × 100 m                              | Tomáš Zumr Ladislav Křížek David Vrba Ondřej Kozlovský USK Praha 41.24     | Petr Šarapatka Martin Bohman Jan Schiller Roman Gomola Slavia Praha 41.27 | Jan Mazanec Petr Szetei Aleš Parát Tomáš Železný AC Domažlice 41.84   |
| 4 × 400 m                              | Jaromír Odvárka Rudolf Götz Michal Uhlík Václav Bláha Slavia Praha 3:09.22 | Petr Braniš Ondřej Daněk Tomáš Matyska Richard Synek Olymp Praha 3:13.39  | Pavel Jiráň Aleš Veselý Miroslav Kaplan Jan Hanzl TEPO Kladno 3:13.99 |
| Skok do výšky                          | Jaroslav Bába 2,28 m                                                       | Svatoslav Ton 2,24 m                                                      | Michal Kabelka všichni 2,18 m                                         |
| Skok o tyči                            | Aleš Hončl 5,40 m                                                          | Michal Balner 5,25 m                                                      | Miroslav Telecký 5,10 m                                               |
| Skok daleký                            | Štěpán Wagner 7,72 m                                                       | Roman Novotný 7,39 m                                                      | Michal Čada 7,36 m                                                    |
| Trojskok                               | Tomáš Cholenský 16,31 m                                                    | Petr Hnízdil 16,17 m                                                      | Jakub Hůrka 15,40 m                                                   |
| Vrh koulí                              | Petr Stehlík 19,71 m                                                       | Antonín Žalský 18,34 m                                                    | Remigius Machura 18,03 m                                              |
| Hod diskem                             | Libor Malina 61,71 m                                                       | Tomáš Jirásek 56,69 m                                                     | Arnošt Holovský 56,39 m                                               |
| Hod kladivem                           | Vladimír Maška 73,90 m                                                     | Lukáš Melich 73,75 m                                                      | Michal Fiala 67,25 m                                                  |
| Hod oštěpem                            | Bělunek Petr 72,82 m                                                       | Pejřimovský Radek 70,48 m                                                 | Šimeček Vít 70,42 m                                                   |
| Desetiboj Stará Boleslav 11.–12.6.2005 | Josef Karas 7252 bodů                                                      | Milan Kohout 7200 bodů                                                    | Václav Krejčíř 7003 bodů                                              |
| 20 km chůze Poděbrady 9.4.2005         | Miloš Holuša 1:24:45                                                       | Jiří Malysa 1:25:47                                                       | Jiří Chaloupka 1:28:30                                                |

### Ženy
| Soutěž                                | Zlato                                                                              | Stříbro                                                                                 | Bronz                                                                                      |
| 100 m                                 | Štěpánka Klapáčová 11,76                                                           | Tereza Košková 11,78                                                                    | Kristina Bažatová 11,88                                                                    |
| 200 m                                 | Denisa Ščerbová 24,05                                                              | Lenka Ostravská 24,21                                                                   | Zuzana Hejnová 24,36                                                                       |
| 400 m                                 | Jitka Bartoničková 54,93                                                           | Drahomíra Eidrnová 55,43                                                                | Jana Polívková 55,96                                                                       |
| 800 m                                 | Petra Lochmanová 2:07,69                                                           | Veronika Mráčková 2:07,70                                                               | Tereza Šedivá 2:08,96                                                                      |
| 1500 m                                | Marcela Lustigová 4:22,90                                                          | Lucie Müllerová 4:23,39                                                                 | Lenka Formanová 4:23,99                                                                    |
| 5000 m                                | Petra Kamínková 16:50,32                                                           | Lucie Müllerová 16:53,78                                                                | Vendula Frintová 17:00,54                                                                  |
| 10 000 m                              | Petra Kamínková 34:18,34                                                           | Mary Davies Nový Zéland 34:18,37                                                        | Irena Petříková 34:23,61                                                                   |
| 100 m př.                             | Lucie Martincová 13,19                                                             | Jana Korešová 14,21                                                                     | Michaela Mahdalová 14,40                                                                   |
| 400 m př.                             | Alena Rücklová 57,07                                                               | Zuzana Bergrová 59,36                                                                   | Ivana Sekyrová 60,27                                                                       |
| 3000 m př.                            | Barbora Kuncová 10:13,48                                                           | Marcela Lustigová 10:21,87                                                              | Eva Tománková 10:28,56                                                                     |
| 4 × 100 m                             | Lucie Martincová Štěpánka Klapáčová Lenka Ostravská Tereza Košková USK Praha 45.34 | Monika Táborská Martina Skružná Iva Vedralová Jitka Bartoničková Slavia Praha 47.16     | Tereza Štvánová Lenka Lepičová Martina Průchová Lucie Fraňková Sokol SG Plzeň-Petřín 48.33 |
| 4 × 400 m                             | Tereza Nozarová Zuzana Kosová Lenka Masná Veronika Mráčková Olymp Brno 3:45.73     | Lenka Ostravská Veronika Plesarová Lenka Švábíková Gabriela Proroková USK Praha 3:45.85 | Lucie Koubková Zdeňka Tučanová Jana Polívková Alena Rücklová Sokol SG Plzeň-Petřín 3:52.06 |
| Skok do výšky                         | Iva Straková 1,90 m                                                                | Barbora Laláková 1,87 m                                                                 | Oldřiška Marešová 1,79 m                                                                   |
| Skok o tyči                           | Pavla Hamáčková 4,30 m                                                             | Slavomíra Slúková 4,00 m                                                                | Šárka Mládková 4,00 m                                                                      |
| Skok daleký                           | Martina Darmovzalová 6,66 m                                                        | Lucie Komrsková 6,37 m                                                                  | Denisa Ščerbová 6,34 m                                                                     |
| Trojskok                              | Martina Darmovzalová 13,36 m                                                       | Gabriela Vaculová 13,17 m                                                               | Gabriela Donátová 12,96 m                                                                  |
| Vrh koulí                             | Jana Kárníková 16,40 m                                                             | Lucie Vrbenská 15,77 m                                                                  | Klára Chytrá 15,35 m                                                                       |
| Hod diskem                            | Věra Cechlová 65,35 m                                                              | Vladimíra Racková 54,91 m                                                               | Andrea Valešová 49,96 m                                                                    |
| Hod kladivem                          | Lucie Vrbenská 62,78 m                                                             | Lenka Ledvinová 61,43 m                                                                 | Monika Královenská 57,83 m                                                                 |
| Hod oštěpem                           | Barbora Špotáková 61,91 m                                                          | Hana Kadlecová 50,25 m                                                                  | Lenka Lantová 49,88 m                                                                      |
| Sedmiboj Stará Boleslav 11.–12.6.2005 | Michaela Hejnová 5596 bodů                                                         | Lucie Kostnerová 5312 bodů                                                              | Marie Burešová 5257 bodů                                                                   |
| 20 km chůze Poděbrady 9.4.2005        | Barbora Dibelková 1:33:16                                                          | Lenka Židková 1:40:55                                                                   | Monika Choděrová 1:44:56                                                                   |